# Mont Chesau
Mont Chesau är en kulle i Schweiz. Den ligger i distriktet Lavaux-Oron och kantonen Vaud, i den sydvästra delen av landet, 70 km sydväst om huvudstaden Bern. Toppen på Mont Chesau är 983 meter över havet.